# Gouvernement Bárður á Steig Nielsen
Îles Féroé
Kaj Leo Johannesen II Aksel V. Johannesen II
Le gouvernement Bárður á Steig Nielsen est le gouvernement des îles Féroé dirigé par Bárður á Steig Nielsen entre le 15 septembre 2019 et le 22 décembre 2022.

## Histoire
Le gouvernement est formé à la suite des élections législatives du 31 août 2019 et regroupe le Parti de l'union, le Parti du peuple et le Parti du centre qui, ensemble, détiennent 17 sièges sur 33 au Løgting.
Pendant la campagne pour les élections au Parlement danois du 1er novembre 2022, le ministre des Affaires étrangères et chef du Parti du centre, Jenis av Rana, déclenche un tollé en déclarant « ne pouvoir soutenir le leader du parti conservateur danois Søren Pape Poulsen comme Premier ministre, au motif que ce dernier est gay ». Le 8 novembre, Nielsen affiche alors son désaccord avec son ministre en le démettant de ses fonctions. Le lendemain, il annonce la dissolution du Løgting et des élections anticipées qui se tiennent le 8 décembre suivant, à l'issue desquelles la coalition sortante est défaite. Le gouvernement Nielsen prend fin le 22 décembre avec l'entrée en fonction du deuxième gouvernement d'Aksel Johannesen.

## Composition
| Portefeuille                                       | Titulaire | Titulaire                         | Parti |
| -------------------------------------------------- | --------- | --------------------------------- | ----- |
| Premier ministre                                   |           | Bárður á Steig Nielsen            | SB    |
| Vice-Premier ministre Ministre des Finances        |           | Jørgen Niclasen                   | FF    |
| Ministre de la Santé                               |           | Kaj Leo Johannesen                | SB    |
| Ministre du Commerce et de l'Industrie             |           | Helgi Abrahamsen                  | SB    |
| Ministre des Pêches                                |           | Jacob Vestergaard                 | FF    |
| Ministre des Affaires sociales                     |           | Elsebeth Mercedis Gunnleygsdóttur | FF    |
| Ministre des Affaires étrangères et de l'Éducation |           | Jenis av Rana                     | MF    |